# Haroczyczy (stacja kolejowa)
Haroczyczy (biał. Гарочычы, ros. Горочичи) – stacja kolejowa w miejscowości Haroczyczy, w rejonie kalinkowickim, w obwodzie homelskim, na Białorusi. Położona jest na linii Żłobin - Mozyrz - Korosteń.